# Patrick van Roy
 (janvier 2012).
Si vous disposez d'ouvrages ou d'articles de référence ou si vous connaissez des sites web de qualité traitant du thème abordé ici, merci de compléter l'article en donnant les références utiles à sa vérifiabilité et en les liant à la section « Notes et références ».
Patrick van Roy (né en 1972) est un photographe belge, dans le courant de la photographie plasticienne. 

## Publications
- Perspectives nocturnes, Bruxelles, 2005.
- Bruxelles Stories éd. Zanpano, Paris, 2009.